# 전순옥
전순옥(1953년 6월 15일 ~ )은 더불어민주당 소속의 대한민국의 제 19대 국회의원이자 대한민국의 노동운동가 전태일의 여동생이다.

## 학력
- London 사우스뱅크 칼리지 영국노동운동사 수료
- Oxord  러스킨 칼리지 유럽비교노사관계 디플로마
- Oxford 러스킨 칼리지 노동사회학 디플로마
- 워릭대학교 경영대학원 노사관게 석사
- 워릭대학교  대학원 노동사회학 박사

## 경력
- 2001 ~ 2002: 성공회대학교 교수
- 2003 2006 이화여자대학교 경영학과 경임교수
- 2003.03 ~ 2012.03: 참여성노동복지터 대표
- 2006.06 ~ 2012.03: 한국패션봉제아카데미 대표이사
- 2008.12 ~ 2012.03: 참신나는옷 대표
- 2012년 4월 11일: 대한민국 제19대 국회의원 선거 당선(비례대표, 민주통합당, 초선)
- 2012.05 ~ 2013.05: 제19대 국회의원 (비례대표/민주통합당)
- 2012.10 ~ 2012.12: 제18대 대통령 선거 민주통합당 문재인 대통령 후보 공동선거대책위원장
- 2013.04 ~ 2016.05: 제19대 국회 산업통상자원위원회 위원
- 2013.05: 민주당 정책위원회 부의장
- 2013.05 ~ 2014.03: 제19대 국회의원 (비례대표/민주당)
- 2014.02 ~ 2015.12: 새정치민주연합 민주정책연구원 소상공인정책연구소 소장
- 2014.03 ~ 2015.12: 제19대 국회의원 (비례대표/새정치민주연합)
- 2014.06 ~ 2014.08: 새정치민주연합 수석사무부총장
- 2015.03 ~ 2015.12: 새정치민주연합 소상공인특별위원회 위원장
- 2016.08 ~ 2020.05 : 더불어민주당 서울특별시당 중구·성동구 을 지역위원회 위원장
- 2016 ~ 2021 : 더불어민주당 소상공인특별위원회 위원장
- 2015.12 ~ 2016.08 : 더불어민주당 민주정책연구원 소상공인정책연구소 소장
- 2015.12 ~ 2016.05: 제19대 국회의원 (비례대표/더불어민주당)
- 2015.12 ~ 2016.08 : 더불어민주당 소상공인특별위원회 위원장
- 2019 : 아산사회복지재단 명예자문위원회 위원
- 2019.12 ~ 2020.03 : 제21대 국회의원 선거 서울 중구·성동구 을 더불어민주당 국회의원 예비후보
- 2022 ~ 2023 :  현대 일렉트로릭 사외이사 ( ESG 위원장)
- 2022 ~ : 사단법인 한국 가치패션연구소 이사장
- 2025.07 ~ 2025.08 : 광복 80년 기념사업추진위원회 위촉위원

## 수상
- 2014.06.27: 국회헌정대상 수상
- 2014 머니투데이 법률상

## 가족 관계
- 외조부: 이성조( ~ 1933년)
- 양외조부: 정씨
- 외조모: 김분이(남편 이성조가 죽고 정씨와 재혼)
- 아버지: 전상수(1923년 ~ 1969년)
- 어머니: 이소선(1929년 ~ 2011년)
- 큰오빠: 전태일(1948년 ~ 1970년)
- 둘째 오빠: 전태삼(1952년 ~ )
- 셋째 오빠: 전태이(1952년 ~ 1958년)
- 여동생: 전태리(본명: 전순덕)

## 역대 선거 결과
| 실시년도 | 선거   | 대수 | 직책     | 선거구   | 정당       | 득표수       | 득표율          | 순위         | 당락 | 비고 |
| -------- | ------ | ---- | -------- | -------- | ---------- | ------------ | --------------- | ------------ | ---- | ---- |
| 2012년   | 총선   | 19대 | 국회의원 | 비례대표 | 민주통합당 | 7,777,123 표 | \| \| 36.45% \| | 비례대표 1번 |      | 초선 |
|          | 36.45% |      |          |          |            |              |                 |              |      |      |

## 소속 정당
| 소속 정당 | 소속 정당      | 소속 기간 | 비고      |
| --------- | -------------- | --------- | --------- |
|           | 민주통합당     | 2012~2013 | 정계 입문 |
|           | 민주당         | 2013~2014 | 당명 변경 |
|           | 새정치민주연합 | 2014~2015 | 합당      |
|           | 더불어민주당   | 2015~현재 | 당명 변경 |

## 같이 보기
- 대한민국 제19대 국회의원 선거 민주통합당 후보 목록#비례대표